# Hystérectomie
Ne doit pas être confondu avec Hystérotomie.
L'hystérectomie est un acte chirurgical qui consiste à enlever l’utérus, en entier ou seulement une partie. Il peut également impliquer la suppression du col de l'utérus, des ovaires, des trompes de Fallope et d'autres structures environnantes.

## Description
Habituellement réalisée par un gynécologue, l'hystérectomie peut être totale (retrait du corps, du fond de l'utérus et du col de l'utérus; souvent appelé « complet ») ou partielle (ablation du corps utérin en laissant le col intact, également appelé « supracervical »).
- On parle « d'hystérectomie totale » (« non conservatrice » ou « avec annexectomie ») si l'ablation comprend le corps et le col utérins.
- Elle est dite « subtotale » si on laisse en place le col utérin.
- On dit enfin hystérectomie « conservatrice » ou « interannexielle » si les ovaires et les trompes de Fallope sont laissés en place.

Plusieurs techniques chirurgicales sont proposées :
- par voie abdominale, avec incision abdominale médiane basse sus-pubienne, dite incision de Pfannenstiel ;
- par voie laparoscopique (LAVH[1]) ;
- par voie vaginale, l’utérus étant extrait par les voies naturelles[2].

C'est la procédure chirurgicale gynécologique la plus couramment réalisée. En 2003, plus de 600 000 hystérectomies ont été réalisées aux États-Unis, dont plus de 90% ont été réalisées pour des conditions bénignes. Ces conditions bénignes incluent l'extraction de fibromes (tumeurs bénignes de l'utérus), les cas de saignements anormalement abondants, ou les cas d'endométriose. Certaines femmes souffrant de douleurs pelviennes anormales et handicapantes dans leur vie quotidienne ont également eu recours à cette procédure.
L'ablation de l'utérus rend la personne incapable de procréer (tout comme le retrait des ovaires et des trompes de Fallope). De plus, cette intervention, comme toute opération chirurgicale comporte des risques ainsi que des effets à long terme. Cette chirurgie est donc généralement recommandée lorsque les autres options de traitement ne sont pas viables pour la personne. Par exemple, une femme souffrant de douleurs pelviennes intenses et ne supportant pas un traitement à base d'hormones peut envisager l'hystérectomie.
L'ovariectomie (ablation des ovaires) est souvent réalisée en collaboration avec l'hystérectomie pour diminuer le risque de cancer de l'ovaire. L'hystérectomie avec ablation des ovaires augmentait le risque pour les femmes de mourir d'une maladie cardiaque. Des études plus récentes soulignent également l'idée que le fait de laisser les ovaires intacts est bénéfique pour la santé à long terme des femmes, car ceux-ci continuent de produire des hormones (l'œstrogène et la progestérone), même après la ménopause.

## Histoire
Le terme vient du grec ancien ὑστέρα, hystera, « utérus » et ἐκτομή, ektomḗ, « coupe ».
Dès 1862, Eugène Koeberlé est l'un des tout premiers à procéder avec succès à des hystérectomies sur des bases scientifiques. Avant la fin du siècle, des progrès essentiels sont obtenus par Jules-Émile Péan et Paul Segond dans l'hystérectomie vaginale appliquée au traitement des suppurations pelviennes (opération de Péan-Segond),.

## Types

Dessin schématique des types d'hystérectomie.

L'hystérectomie, au sens littéral du terme, signifie simplement l'ablation de l'utérus. Cependant, d'autres organes tels que les ovaires, les trompes de Fallope et le col de l'utérus peuvent également être retirés au cours de la procédure, ce qui arrive fréquemment.
- L'hystérectomie radicale : la suppression complète de l'utérus, du col de l'utérus, de la partie supérieure du vagin, et du parametrium. Indiquée pour le cancer. Les ganglions lymphatiques, les ovaires et les trompes de Fallope sont généralement éliminés dans cette situation, comme pour l'hystérectomie de Wertheim[8].
- Hystérectomie totale : ablation complète de l'utérus et du col de l'utérus, avec ou sans ovariectomie.
- L'hystérectomie subtotale : ablation de l'utérus en laissant le col.

L'hystérectomie subtotale (supracervicale) a été proposée dans l'espoir d'améliorer le fonctionnement sexuel après hystérectomie.
On a postulé que le retrait du col provoque une perturbation neurologique et anatomique excessive, entraînant un raccourcissement vaginal, un prolapsus de la voûte vaginale, et des granulations de la coiffe vaginale. Ces avantages théoriques n'ont pas été confirmés dans la pratique, mais d'autres avantages par rapport à une hystérectomie totale ont émergé.
Le principal inconvénient est que le risque de cancer du col de l'utérus n'est pas éliminé et que les femmes peuvent continuer à avoir des saignements cycliques (bien que sensiblement moins qu'avant la chirurgie).
Ces questions ont été abordées dans une revue systématique de l'hystérectomie totale versus supracervicale pour les conditions gynécologiques bénignes, qui ont rapporté les résultats suivants :
- il n'y avait aucune différence dans les taux d'incontinence, la constipation, les mesures de la fonction sexuelle ou l'atténuation des symptômes pré-opératoires ;
- la durée de la chirurgie et la quantité de sang perdue au cours de la chirurgie étaient significativement réduites durant l'hystérectomie supracervicale par rapport à l'hystérectomie totale, mais il n'y avait pas de différence dans les taux de transfusion post-opératoire ;
- la morbidité fébrile était moins probable et un saignement vaginal cyclique en cours un an après la chirurgie était plus probable après une hystérectomie supracervicale ;
- il n'y avait pas de différence dans les taux d'autres complications, de rétablissement ou de réadmission.

À court terme, des essais randomisés ont montré que la préservation ou l'élimination du col n'affecte pas le taux de prolapsus ultérieur des organes pelviens.
L'hystérectomie supracervicale n'élimine pas la possibilité d'avoir un cancer du col puisque le col lui-même est laissé intact, et peut donc être contre-indiqué chez les femmes ayant un risque accru de ce cancer ; des frottis de pap réguliers pour dépister la dysplasie cervicale ou le cancer sont encore nécessaires,.

## Utilisations médicales

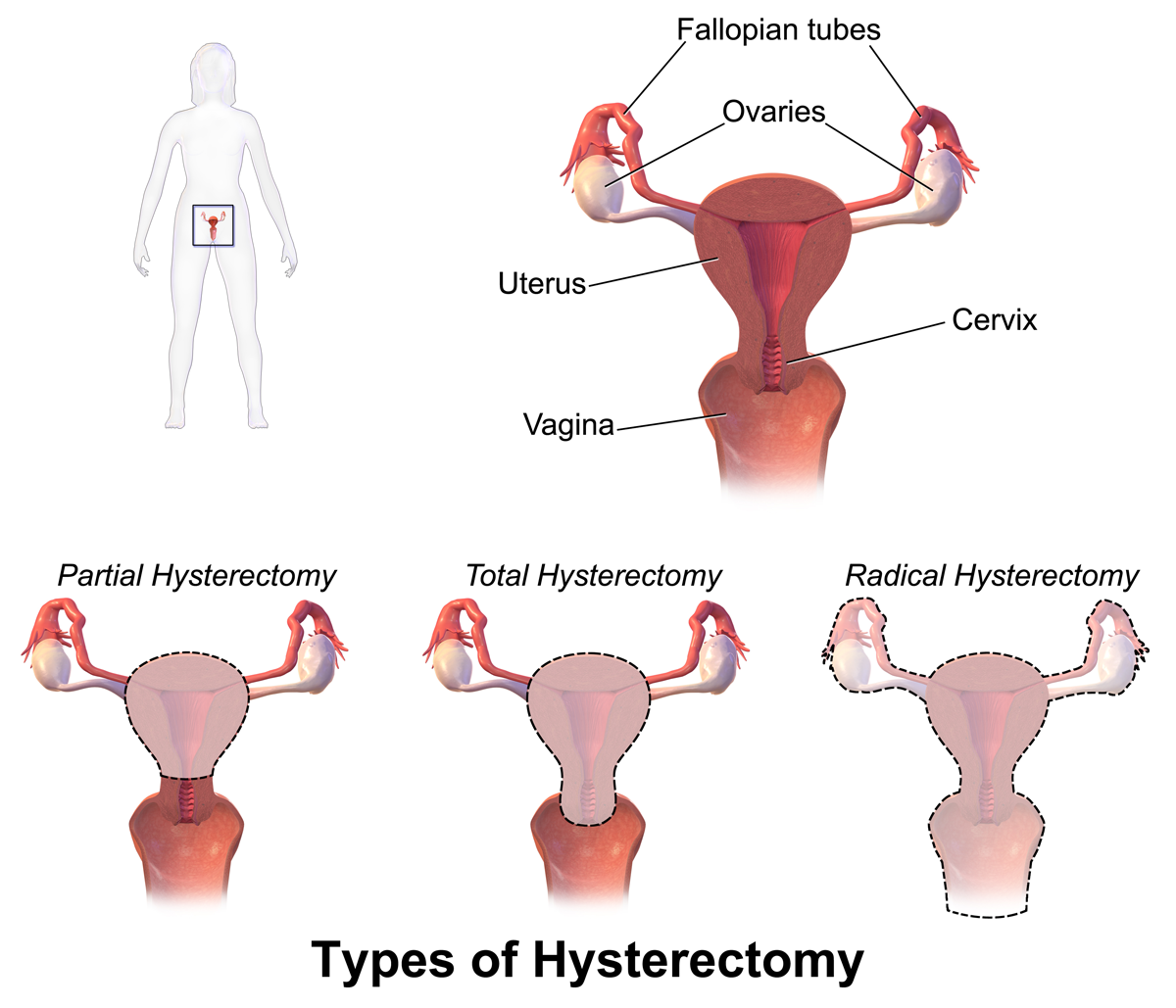
L'hystérectomie.

L'hystérectomie est une intervention chirurgicale majeure, avec des risques et des bienfaits inhérents à celle-ci. Cette intervention affecte l'équilibre hormonal de la femme, il est donc primordial de se renseigner auprès de spécialistes. De par son caractère irréversible, l'hystérectomie est normalement recommandée en dernier recours, si d'autres traitements ne sont pas viables. Ainsi, il est possible de remédier à certaines conditions intraitables du système utérin et reproducteur. Voici une liste non exhaustive des raisons pour lesquelles pratiquer une hystérectomie :
- endométriose sévère et réfractaire (croissance de la muqueuse utérine en dehors de la cavité utérine) et / ou adénomyose (une forme d'endométriose, où la muqueuse utérine s'est développée et parfois à travers la paroi musculaire utérine), après épuisement des autres options pharmaceutiques ou chirurgicales[13],[14] ;
- les douleurs pelviennes provoquées pouvant être handicapantes, l'hystérectomie peut être une solution si la personne ne souhaite pas/ne supporte pas d'autres traitements[13],[14] ;
- certaines femmes ne désirent pas procréer et font ainsi le choix de l'hystérectomie comme méthode de contraception définitive ;
- après l'accouchement pour éliminer soit un cas grave de placenta praevia (un placenta qui s'est formé au-dessus ou à l'intérieur du canal génital), soit un placenta percreta (un placenta qui s'est développé dans et à travers la paroi de l'utérus pour se fixer à d'autres organes) ;
- dans les cas d'hémorragie obstétricale excessive[15] ;
- dans le cas de plusieurs formes de prolapsus vaginaux[13],[14] ;
- dans les cas de trans-identité (femme-homme) ;
- dans les cas de traitement de cancers gynécologiques.

Les femmes peuvent également exprimer le désir de subir une hystérectomie élective pour des raisons autres que la résolution des conditions du système reproducteur ou des maladies.
Certaines des conditions dans lesquelles une personne (ou une personne de confiance si le patient n'est pas en état) peut demander une hystérectomie pour des raisons autres que la maladie peuvent être une prophylaxie contre certains cancers du système reproducteur, surtout s'il existe de nombreux antécédents familiaux de cancers du système reproducteur (en particulier le cancer du sein en collaboration avec les gènes BRCA1 ou BRCA2) ou dans le cadre de la guérison de tels cancers.
Certaines personnes ayant de graves troubles du développement ont eu des hystérectomies. Aux États-Unis, les tribunaux suprêmes de l'État ont jugé que des cas particuliers de stérilisation attribuable à des déficiences développementales violaient les droits constitutionnels et de common law du patient. Il est donc important de respecter le consentement de la personne dans le choix de la pratique d'une intervention chirurgicale.

### Cancers gynécologiques
De nombreux types de cancers du système reproducteur sont traités chirurgicalement. Ceux-ci comprennent l'utérus, du col de l'utérus, de l'ovaire, de l'endomètre ou des tumeurs ; ainsi que les fibromes utérins qui ne répondent pas à des options de traitement plus conservatrices.

### Chirurgie de réassignation sexuelle
Les hystérectomies électives avec salpingo-ovariectomie bilatérale sont souvent pratiquées avant ou dans le cadre d'une chirurgie de réassignation sexuelle pour les hommes trans. Certains hommes choisissent d'opter pour une hormonothérapie substitutive au début de leur transition sexuelle afin d'éviter les complications liées à l'utilisation de testostérone, tout en ayant des organes producteurs d'hormones femelles (p. ex., cancer de l'utérus et coronaropathie) ou pour retirer autant de sources d'hormones sexuelles féminines que possible afin de mieux « passer » pendant les expériences de vie réelle de leur transition. D'autres préfèrent attendre d'avoir une « chirurgie du bas » complète (retrait des organes sexuels féminins et construction d'une anatomie externe d'apparence masculine) pour éviter de subir plusieurs opérations séparées[réf. nécessaire].

## Traitements possibles avant une hystérectomie

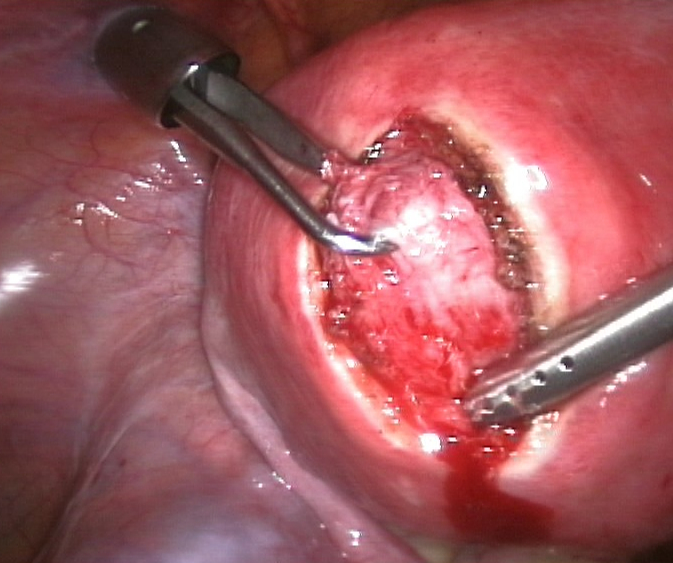
La myomectomie.

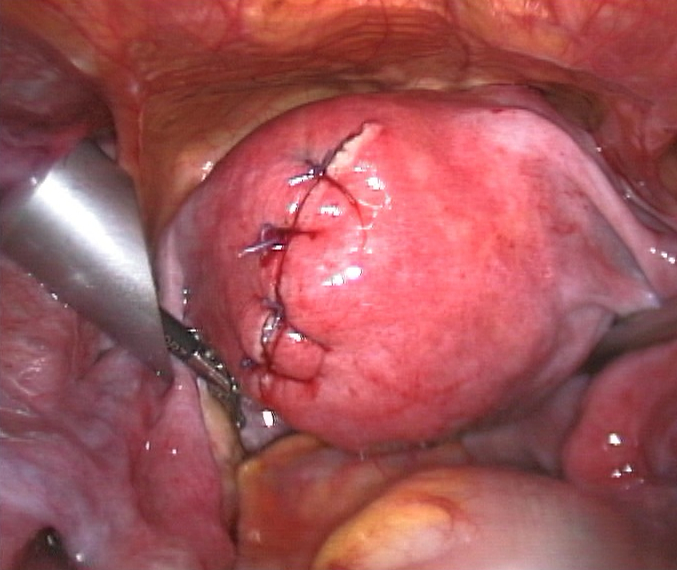
Suture de l'utérus après une myomectomie.

L'hystérectomie étant irréversible et une intervention chirurgicale intrusive, chaque patiente doit réfléchir à la solution qui lui convient le mieux avec l'aide d'un spécialiste, voici une liste non exhaustive des possibilités de traitements qu'une patiente peut avoir avant de pratiquer une hystérectomie selon différents cas.

### Saignements importants
Les dispositifs intra-utérins au lévonorgestrel sont très efficaces pour contrôler les saignements utérins anormaux (DUB) ou les ménorragies et devraient être envisagés avant toute chirurgie.
La ménorragie (saignements menstruels abondants ou anormaux) peut également être traitée par l'ablation de l'endomètre qui est une intervention ambulatoire moins invasive dans laquelle la muqueuse de l'utérus est détruite par la chaleur, mécaniquement ou par radiofréquence. L'ablation de l'endomètre réduit considérablement ou élimine entièrement les saignements mensuels chez quatre-vingt-dix pour cent des patients atteints de DUB. Il n'est pas efficace pour les patients présentant une muqueuse utérine très épaisse ou des fibromes utérins.

### Fibromes utérins
Les dispositifs intra-utérins au lévonorgestrel sont très efficaces pour limiter le flux menstruel et améliorer d'autres symptômes. Les effets secondaires sont généralement très modérés parce que le lévonorgestrel (un progestatif) est libéré localement avec une faible concentration. Il existe aujourd'hui des preuves substantielles que Levongestrel-DIU offrent un bon soulagement dans le cas de fibromes.
Les fibromes utérins peuvent être enlevés et l'utérus reconstruit dans une procédure appelée « myomectomie ». Une myomectomie peut être effectuée par une incision ouverte, par laparoscopie ou par le vagin (hystéroscopie).
L'embolisation de l'artère utérine est une procédure peu invasive pour le traitement des fibromes utérins.
Sous anesthésie locale, un cathéter est introduit dans l'artère fémorale au pli de l'aine et déplacé sous contrôle radiographique dans l'artère utérine. Une masse de microsphères ou d'alcool polyvinylique (PVA) est injectée dans les artères utérines afin de bloquer l'écoulement du sang à travers ces vaisseaux. La restriction de l'approvisionnement en sang entraîne une réduction significative du nombre de fibromes et limite les saignements abondants.
Dans une étude réalisée par Cochrane en 2012, comparant l'hystérectomie et les UAE, il n'a été trouvé aucun avantage majeur pour l'une ou l'autre procédure. Alors que les UAE sont associés à un séjour hospitalier plus court et à un retour plus rapide aux activités quotidiennes normales, ils étaient également associés à un risque plus élevé de complications mineures plus tard. Il n'y avait pas de différences entre les UAE et l'hystérectomie en ce qui concerne les complications majeures.
Les fibromes utérins peuvent être enlevés avec une procédure non invasive appelée ultrasons focalisés de haute intensité (MRgFUS).

### Prolapsus
Le prolapsus peut également être corrigé chirurgicalement sans ablation de l'utérus.

## Technique
L'hystérectomie peut être réalisée de différentes manières. La plus ancienne technique est l'incision abdominale. Par la suite, ont été développées la technique vaginale (en effectuant l'hystérectomie par le canal vaginal) et plus tard, les techniques vaginales laparoscopiques (avec des instruments supplémentaires insérés à travers un petit trou, fréquemment proche du nombril).

### Hystérectomie abdominale
La plupart des hystérectomies des États-Unis sont réalisées par laparotomie (incision abdominale, à ne pas confondre avec la laparoscopie). Elle est utilisée par exemple après une césarienne[réf. nécessaire], dans le cas d'un cancer, lorsque des complications sont à prévoir ou qu'une exploration chirurgicale est nécessaire.
Une incision transversale (Pfannenstiel) généralement au-dessus de l'os pubien, aussi près que possible de la ligne supérieure des poils du bassin de la personne, semblable à l'incision pratiquée pour une césarienne.
Cette technique permet aux médecins d'avoir le meilleur accès aux structures reproductives et est normalement effectuée pour l'élimination de l'ensemble du complexe reproducteur[réf. nécessaire].
Une hystérectomie ouverte fournit le moyen le plus efficace d'explorer la cavité abdominale et d'effectuer des chirurgies compliquées[réf. nécessaire]. Avant l'amélioration des techniques vaginales et laparoscopiques, c'était aussi la seule possibilité d'obtenir une hystérectomie subtotale, alors que la voie vaginale est la technique préférée dans la plupart des cas,.
Le temps de récupération pour cette hystérectomie ouverte est de 4-6 semaines et parfois plus longtemps en raison de la nécessité de couper à travers la paroi abdominale.
Historiquement, le plus gros problème de cette technique était les infections, mais les taux d'infection sont bien contrôlés et ne sont plus une préoccupation majeure dans la pratique médicale moderne.

### Hystérectomie par voie vaginale
L'hystérectomie vaginale est réalisée entièrement par le canal vaginal et présente des avantages évidents par rapport à la chirurgie abdominale, comme la réduction des complications, la réduction du séjour à l'hôpital et la réduction du temps de guérison.

### Hystérectomie par voie vaginale assistée par cœlioscopie
Avec le développement des techniques laparoscopiques dans les années 1970 et 1980, l'«hystérectomie vaginale assistée par laparoscopie» (LAVH) a gagné en popularité auprès des gynécologues car elle est moins invasive que la procédure abdominale et la récupération postopératoire est beaucoup plus rapide. Il permet également une meilleure exploration et des chirurgies légèrement plus compliquées que la procédure vaginale.
La LAVH commence par la laparoscopie et se termine par l'ablation définitive de l'utérus (avec ou sans retrait des ovaires) par le canal vaginal. Ainsi, LAVH est également une hystérectomie totale; le col de l'utérus doit être retiré avec l'utérus.

### Hystérectomie supracervicale assistée par coelioscopie
L'« hystérectomie supracervicale assistée par laparoscopie » (LASH) a été développée plus tard pour retirer l'utérus sans retirer le col en utilisant un morcellateur qui coupe l'utérus en petits morceaux qui peuvent être retirés de la cavité abdominale via les orifices laparoscopiques.

### Hystérectomie laparoscopique totale
L'hystérectomie laparoscopique totale (TLH) a été développée au début des années 1990 par Prabhat K. Ahluwalia dans l'État de New York. La TLH est réalisée uniquement par les laparoscopes dans l'abdomen, en commençant au sommet de l'utérus, généralement avec un manipulateur utérin. L'utérus entier est déconnecté de ses attaches en utilisant de longs instruments minces à travers les «ports». Ensuite, tous les tissus à enlever sont passés à travers les petites incisions abdominales.

### Autres techniques
L'hystérectomie laparoscopique (subtotale) (LSH) est réalisée de manière similaire à la chirurgie laparoscopique totale mais l'utérus est coupée entre le col de l'utérus et le fundus.
La laparoscopie à double orifice est une forme de chirurgie laparoscopique utilisant deux incisions de 5 mm à mi-hauteur : l'utérus est détaché par les deux orifices et évacué par le vagin,.
L'«hystérectomie assistée par robot» est une variante de la chirurgie laparoscopique utilisant des instruments spéciaux contrôlés à distance qui permettent au chirurgien un contrôle plus fin ainsi qu'une vision grossie en trois dimensions.

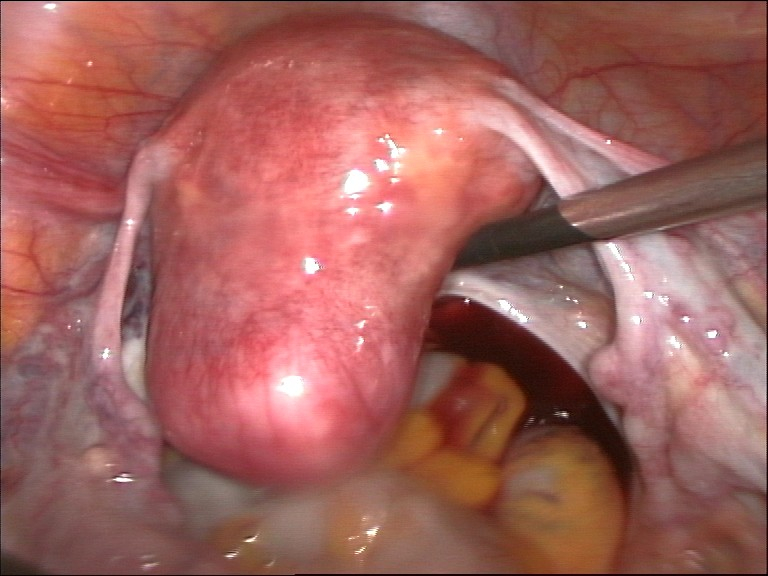
L'utérus avant l'hystérectomie.
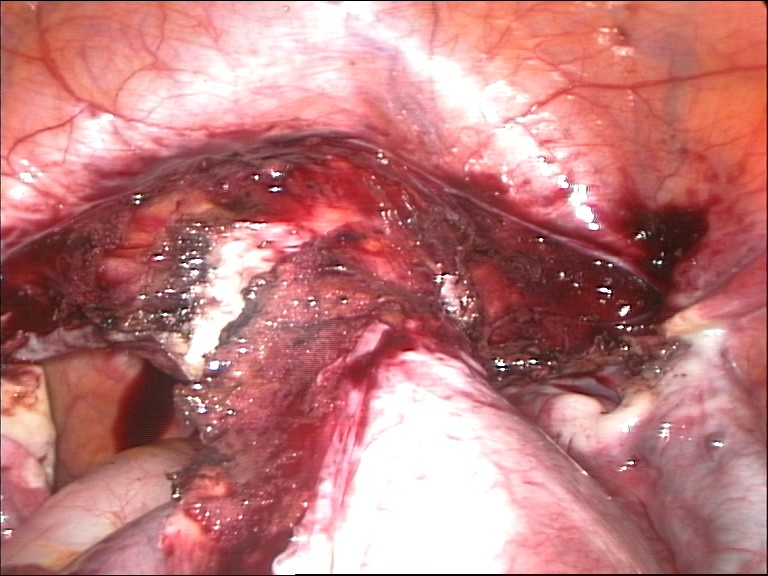
Hystérectomie laparoscopique.
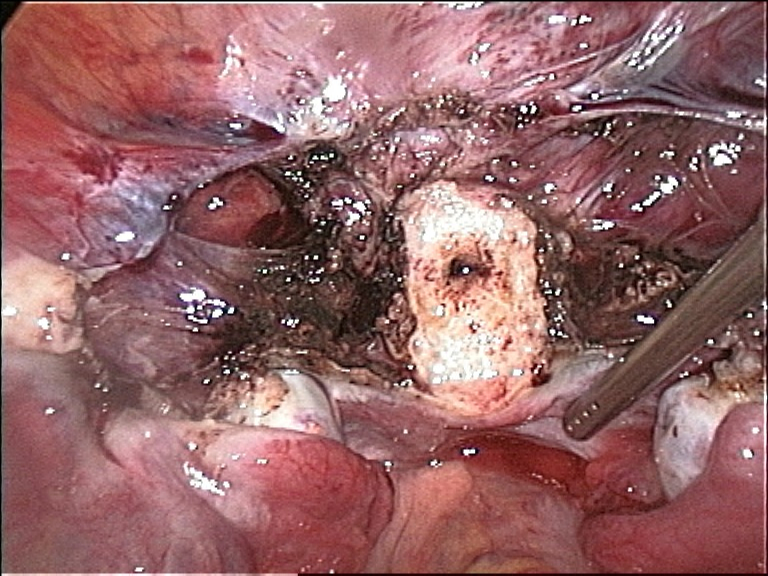
Moignon cervical (blanc) après l'ablation du corps utérin lors de l'hystérectomie supracervicale laparoscopique.
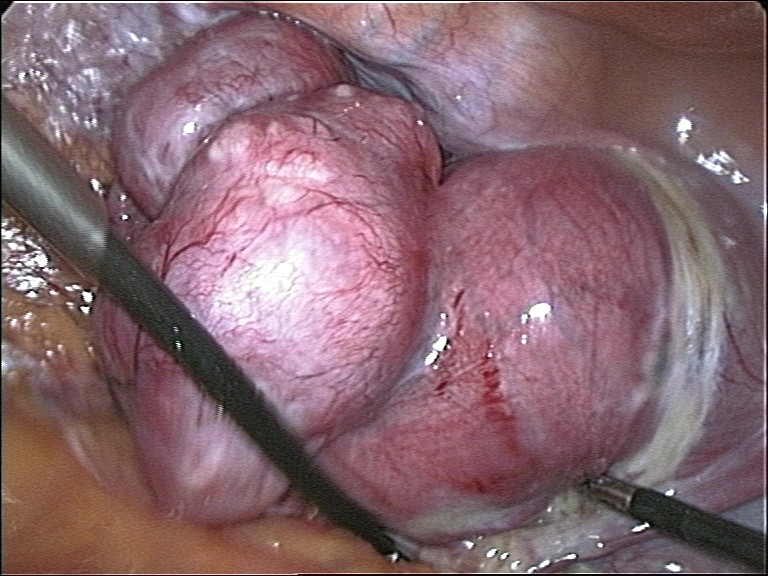
Extraction vaginale de l'utérus lors d'une hystérectomie laparoscopique totale.
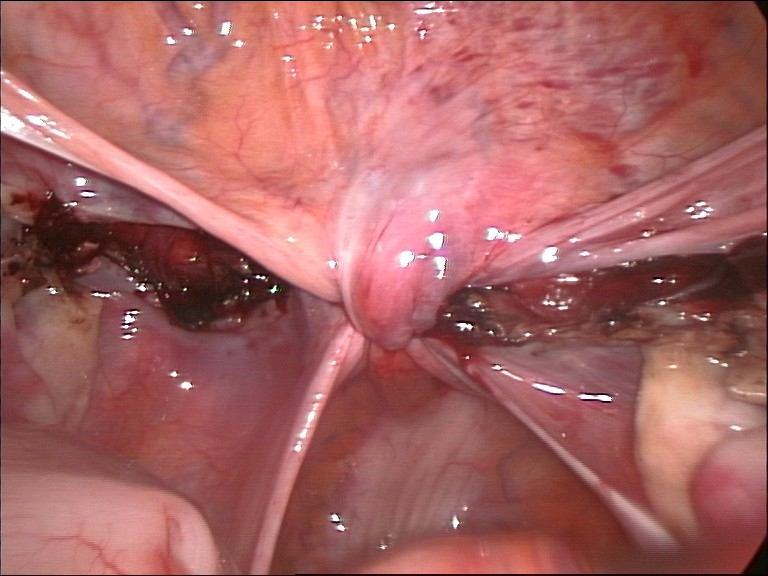
Fin d'une hystérectomie laparoscopique.

## Récupération
Le séjour à l'hôpital est de 3 à 5 jours ou plus pour la procédure abdominale, et entre 1 et 2 jours (mais peut être plus long) pour les procédures vaginales et vaginales assistées par laparoscopie.

## Comparaison des techniques
Les caractéristiques du patient telles que la raison de l'hystérectomie, la taille de l'utérus, la descente de l'utérus, la présence de tissus malades entourant l'utérus, la chirurgie antérieure dans la région pelvienne, l'obésité, l'histoire de la grossesse, la possibilité d'endométriose, ou la nécessité d'une ovariectomie, influencera l'approche chirurgicale lors de l'hystérectomie.

### Voie vaginale
L'hystérectomie par voie vaginale, quand elle est possible, est plus recommandée que d'autres variantes pour les femmes atteintes de maladies bénignes,,. L'hystérectomie vaginale s'est révélée meilleure que la LAVH et que certains types de chirurgie laparoscopique, entraînant moins de complications à court et à long terme, un effet plus favorable sur l'expérience sexuelle avec des temps de récupération plus courts et des coûts moindres,,.
L'hystérectomie vaginale est la seule option disponible qui soit réalisable sans anesthésie totale ou en ambulatoire (bien que le faire sans anesthésie ne soit recommandé que dans des cas exceptionnels).[réf. nécessaire]

### Laparotomie versus laparoscopie
La chirurgie laparoscopique offre certains avantages lorsque la chirurgie vaginale n'est pas possible, mais l'opération a aussi l'inconvénient de prendre beaucoup plus de temps avec un taux plus élevé de complications majeures, tout en offrant une guérison beaucoup plus rapide.
En cas d'hystérectomie totale pour cancer de l'endomètre, la procédure par laparoscopie offre des résultats périopératoires améliorés avec un taux de réopération inférieur et moins de complications postopératoires que la laparotomie.
La technique abdominale (laparotomie) est très souvent appliquée dans des circonstances difficiles ou lorsque des complications sont attendues. Compte tenu de ces circonstances, le taux de complications et le temps requis pour la chirurgie se compare très favorablement avec d'autres techniques, mais le temps nécessaire pour la guérison est beaucoup plus long. Elle est corrélée à une incidence beaucoup plus élevée d'adhérences intestinales que les autres techniques.

### Morcellement
Le morcellement a été largement utilisé, surtout dans les techniques laparoscopiques et parfois pour la technique vaginale, mais il semble aujourd'hui associé à un risque accru de propagation de tumeurs bénignes ou malignes,. En avril 2014, la FDA a émis une alerte destinée aux professionnels de la santé sur les risques du morcellement.

### Assistée par robot
La chirurgie assistée par robot est actuellement utilisée dans plusieurs pays pour les hystérectomies. Des recherches supplémentaires sont nécessaires pour déterminer les avantages et les risques associés, par rapport à la chirurgie laparoscopique conventionnelle.
Une revue de 2014, Cochrane, a montré que la chirurgie assistée par robot semble avoir un taux de complications similaire à celui de la chirurgie laparoscopique conventionnelle. En outre, il existe des indices suggérant que même si la chirurgie prend plus de temps, la chirurgie assistée par robot peut entraîner une hospitalisation plus courte. Plus de recherches sont nécessaires pour déterminer si les hystérectomies assistées par robot sont bénéfiques pour les personnes atteintes de cancer.
Les avantages marginaux précédemment rapportés de la chirurgie assistée par robot n'ont pas pu être confirmés ; seules les différences de séjour hospitalier et de coût restent statistiquement significatives,,,,. En outre, des préoccupations au sujet d'allégations commerciales trompeuses généralisées ont été soulevées.

### Temps d'opération
Le temps requis pour l'achèvement de la chirurgie dans les tests eVAL est :
- abdominale 55.2 minutes en moyenne, dans une fourchette allant de 19 à 155 minutes ;
- vaginale 46.6 minutes en moyenne, dans une fourchette allant de 14 à 168 minutes ;
- laparoscopique (toutes les variantes) 82.5 minutes en moyenne, dans une fourchette allant de 10 à 325 minutes (données combinées des deux groupes de l'essai).

### Tableau récapitulatif
| Technique                                                                          | Avantages | Inconvénients |
| ---------------------------------------------------------------------------------- | --- | --- |
| Hystérectomie abdominale                                                           | - Aucune limitation dus à la taille de l'utérus - Combinaison avec chirurgie d'incontinence ou de réduction possible[réf. nécessaire] - Aucune augmentation des complications post-chirurgicales par rapport à vaginale | - Période de récupération la plus longue avant le retour aux activités normales - Risque accru de saignement par rapport à la chirurgie laparoscopique - Technique vaginale ou laparoscopique préférée pour les personnes obèses |
| Hystérectomie vaginale                                                             | - Opération la plus courte - Courte période de récupération et de sortie de l'hôpital - Moins de médicaments contre la douleur et des coûts hospitaliers inférieurs par rapport à la technique laparoscopique - Coût le plus bas | - Limité par la taille de l'utérus et les chirurgies antérieures - Capacité limitée à évaluer les trompes de Fallope et les ovaires                                                                                              |
| Hystérectomie supracervicale laparoscopique (hystérectomie subtotale)              | - Soupçons non établis que l'approche subtotale conduit à une réduction des prolapsus des organes pelviens au long terme - Aucune preuve que cette technique améliore la fonction sexuelle ou réduit le risque opératoire de dommages urinaires ou intestinaux, - Retour plus rapide aux activités normales                                                                        | - Les personnes opérées doivent subir un dépistage régulier du cancer du col utérin après la chirurgie, - Possibilité de saignement cyclique avec l'approche subtotale                                                           |
| Hystérectomie vaginale assistée par laparoscopie (LAVH)                            | - Possible avec un utérus plus grand, selon les compétences du chirurgien - Combinaison avec des opérations de réduction possibles[réf. nécessaire] | - Coût plus élevé que l'approche vaginale - Les tumeurs malignes ne peuvent être éliminées que si elles sont intactes - Non recommandé pour les personnes atteintes d'une maladie cardiopulmonaire                               |
| Hystérectomie laparoscopique totale                                                | - Durée du traitement hospitalier court par rapport à l'abdomen - Permet la possibilité de diagnostiquer et de traiter d'autres maladies pelviennes, - Moins de saignements, fièvres, infections par rapport à la chirurgie abdominale, - Retour plus rapide aux activités normales par rapport à l'abdomen - Meilleure qualité de vie élevée à long terme par rapport à l'abdomen | - Augmentation de la durée de la chirurgie - Nécessite un haut degré de compétences chirurgicales laparoscopiques, - Peut avoir un risque plus élevé de lésion de la vessie ou de l'utérus                                       |
| Hystérectomie laparoscopique à un seul orifice / mini-hystérectomie laparoscopique | - Aucune amélioration clinique significative par rapport à l'hystérectomie laparoscopique conventionnelle - Résultats cosmétiques améliorés par rapport à l'hystérectomie laparoscopique conventionnelle - Plus de recherches requises | |
| Hystérectomie assistée par robot                                                   | - Taux de complication similaire par rapport à la laparoscopie conventionnelle, - Peut entraîner des séjours à l'hôpital plus courts | - Opération plus longue, - Coût plus élevé - Plus de recherches requises |

## Effets indésirables
L'hystérectomie a, comme toute autre chirurgie, certains risques et effets secondaires ,,.

### Mortalité et risques
En 1995, la mortalité à court terme (dans un délai de 40 jours à compter de la chirurgie) a été signalé à 0,38 cas pour 1000 lorsqu'elle est effectuée pour des causes bénignes. Les facteurs de risques de complications chirurgicales sont : la présence de fibromes, le jeune âge (bassin vasculaire avec un risque de saignement plus élevé et un utérus plus grand), des saignements utérins dysfonctionnels et la parité.
Le taux de mortalité est plusieurs fois plus élevé chez les patientes enceintes, atteints d'un cancer ou d'autres complications. Si le volume de l’utérus est augmenté, le Collège national des gynécologues et obstétriciens français (CNGOF) recommande un traitement hormonal par des agonistes de GnRH de avant l’intervention d’hystérectomie, justement pour prévenir des multiples complications,. Plusieurs recommandations sont émises par le Collège Français des Obstétriciens et Gynécologues (CNGOF) pour baisser le taux des complications pendant une hystérectomie pour des pathologies bénignes. La Société d’Obstétriciens et Gynécologues Canadienne a aussi émis des recommandations concernant l’hystérectomie et la prévention des complications.
L'effet à long terme sur toutes les causes de mortalité est relativement faible. Les femmes de moins de 45 ans ont une mortalité à long terme significativement accrue que l'on pense être causée par les effets secondaires hormonaux de l'hystérectomie et de l'ovariectomie prophylactique.
Environ 35% des femmes ayant subi une hystérectomie subissent une autre intervention chirurgicale liée dans les deux années suivantes. Des problèmes de prolapsus d'organes peuvent survenir après une hystérectomie. Une étude menée en 2014 sur plus de 150 000 des patientes a révélé que 12% des patients après une hystérectomie avaient besoin d'une chirurgie du prolapsus d'un organe pelvien.
Le risque pronostique avant ou après une complication est calculé avec un score pronostique, notamment l'Indice de Gravité Simplifié (IGS), ou Score « APACHE » (Acute Physiologic and Chronic Health Status). Dernièrement il y a le Score POSSUM 2 utilisé pour les patients opérés par la Société Française d’Anesthésie et Réanimation (SFAR).

### Complications
Quoique l'hystérectomie soit une opération très couramment pratiquée, elle présente un taux minime mais réel de complications, comme toute procédure chirurgicale. Les patientes sont informées normalement avant l’intervention d’hystérectomie par leurs gynécologues.
Les principales complications rencontrées pendant l’intervention sont :
- des réactions à l’anesthésie ;
- des saignements importants pendant l’intervention nécessitant parfois une transfusion sanguine ou plus souvent un traitement par perfusion de fer en intraveineux[63] ;
- des blessures d’organes avoisinant l’utérus[63] : vessie, uretère, colon, intestin grêle. Ces lésions ont peu de conséquences si elles sont découvertes et réparées au cours de l’intervention.

Dans les jours ou semaines qui suivent, les complications peuvent être :
- la phlébite et l’embolie pulmonaire (présence de caillots dans les veines). C'est la raison pour laquelle un traitement préventif anticoagulant sera systématiquement instauré dès le jour de l’intervention ;
- une infection du site opératoire dans les jours qui suivent nécessitant un traitement par antibiotiques ;
- une occlusion intestinale qui peut nécessiter un traitement médical, voire une nouvelle intervention[63] ;
- une infection urinaire, généralement sans gravité et traitée par antibiotiques ;
- des saignements vaginaux postopératoires importants[63] ;
- une désunion, une infection ou un hématome de la cicatrice cutanée dans les jours ou semaines qui suivent.

À long terme, d’autres complications de type prolapsus vésical ou rectal (descente de la vessie ou du rectum) ou d’incontinence urinaire peuvent survenir.
Comme toute intervention chirurgicale, l'hystérectomie présente certains risques. « La mortalité, exceptionnelle, concerne moins d'une patiente sur 10 000. Des complications surviennent dans 3 à 5 % des interventions. Elles sont principalement représentées par des plaies aux organes voisins, des hémorragies, des infections ». La formation chirurgicale dispensée durant les 10 semestres de leur internat a pour but de donner un niveau chirurgical de base aux 85% des futurs gynécologues exerçant à la fois en Obstétrique, en Gynécologie médicale, en Échographie, en Colposcopie, en AMP, etc. Ils sont supposés savoir exécuter sans danger excessif pour les patientes les opérations les plus courantes, telles les césariennes, la prise en charge laparoscopique ou laparotomique des grossesses extra-utérines, des kystes simples de l'ovaire et de l'infertilité tubaire, l'hystéroscopie diagnostique et opératoire, l'hystérectomie abdominale et vaginale.

#### Hémorragie
L’hémorragie non contrôlée nécessite une réanimation et une transfusion sanguine ainsi qu'une reprise chirurgicale pour arrêter l’hémorragie ,,. Parfois la radiologie interventionnelle et une embolisation sont efficaces pour le contrôle de l’hémorragie ,,. Un nombre alarmant d'internes français « seniors » en obstétrique et gynécologie indiquent qu'ils n'ont pas acquis les compétences suffisantes en chirurgie au cours de leur formation pour pouvoir effectuer les interventions chirurgicales requises pour la gestion de l'hémorragie postpartum ou pratiquer une hystérectomie d'urgence. En conclusion, l'enquête sur 370 internes de 4e et 5e année de leur internat a montré que 55 % des internes français de gynécologie et d'obstétrique considéraient qu'ils ne maîtrisaient pas les techniques chirurgicales requises pour la gestion de l'hémorragie postpartum, et que 78 % n'avaient pas les compétences nécessaires pour pratiquer une hystérectomie d'urgence . Sur 286 questionnaires entièrement remplis et analysés d'obstétriciens-gynécologues francais déjà spécialistes confirmés, au total, 33% (95/286) des obstétriciens ayant répondu ont déclaré ne pas maîtriser suffisamment ou même pas du tout la technique de ligature bilatérale des artères utérines, 37% (105/286) des sutures de compression utérines, 62% (178/286) pour la ligature des artères iliaques internes et 47% (134/286) pour l’hystérectomie d’urgence du péripartum. Au total, 18% (52/286) des répondants ont déclaré ne maîtriser aucune de ces techniques. L'étude montre qu'un nombre préoccupant d'obstétriciens français ont signalé une maîtrise insuffisante des techniques chirurgicales de prise en charge de l'hémorragie post partum. Cela est bien cohérent avec la publication du Prof. Von Theobald du CHU Caen et son opinion que, la spécialité spécialité de gynécologie est gravement malade d'une conception égalitariste de la formation et de l'exercice qui ne correspond plus à la réalité  et avec les propositions pour une restructuration du troisième cycle des études médicales.

#### Insuffisance rénale
Une insuffisance rénale peut être un résultat d’un choc hémorragique, à la suite d'une hémorragie massive, soit le résultat d’une anurie reflexe,,,, ou encore plus rare une obstruction bilatérale urétérale,,. La ligature ou la blessure bilatérale des deux uretères reste rare et exceptionnelle,.

#### Blessures d’uretères
Les blessures de l’uretère peuvent se compliquer avec une fistule urétérale nécessitant souvent des multiples interventions réparatrices,.
La lésion urétérale n'est pas rare et survient dans 0,2 cas d'hystérectomie vaginale sur 1 000 et 1,3 cas d'hystérectomie abdominale pour 1 000. En fonction de la difficulté de l'intervention d'hystérectomie la lésion urétérale n'est pas rare et survient jusqu’au 15% des cas. La lésion se produit habituellement dans l'uretère distal près du ligament infundibulo-pelvien ou de l'uretère qui passe en dessous de l'artère utérine souvent en raison d'un serrage à l'aveugle ou d'un placement de ligature pour contrôler l'hémorragie,.
Concernant la prévention des lésions urétérales pendant une hystérectomie, des conseils sont surtout adressés aux gynécologues, pour éviter les blessures urétérales. Selon la littérature, les ligatures et les déchirures des uretères sont des blessures mineures de l’uretère, car peuvent être réparées en peropératoire ou postoperatoire, sans séquelle à long terme.
La prise en charge de telles complications est très difficile et fréquemment faite à distance avec une moyenne de 5-29 jours après la lésion initiale,,, très fréquemment nécessitant l’intervention des urologues. Il est connu depuis 1915, que chercher les lésions urétérales à 1-2 cm des méats urétéraux est un fait très difficile voire impossible. Pour cette raison une réimplantation urétérale est nécessaire si la blessure se retrouve à ce niveau,,. Une prise en charge est souvent difficile, car le diagnostic doit se faire avec prudence,,,. La fréquence et la gravité des lésions urétérales augmentent proportionnellement avec le volume d’hémorragie pendant l’intervention. L’hémorragie peropératoire et postopératoire est en soi-même une complication non négligeable  et la cause d’une mortalité liée à l’intervention d’hystérectomie,. Les complications urologiques de la chirurgie gynécologique sont décrites par des auteurs francophones en 2011 dans la revue française Progress en Urologie . La fréquence et la gravité des séquelles urinaires ou rénales augmentent proportionnellement avec l’attente relative à la prise en charge de la lésion urinaire,,. Les gynécologues sont normalement entrainés pour pouvoir réparer les blessures urétérales,. L'apprentissage de la gestion des complications (sutures digestives, vésicales, urétérales, etc.) aux gynécologues était assuré dans les stages de chirurgie et d'urologie,,.

#### Les blessures de la vessie
Les blessures de la vessie peuvent se compliquer avec une fistule vésico-vaginale nécessitant souvent des multiples interventions réparatrices. Les lésions génito-urinaires (uretères, vessie, urètre) après une hystérectomie pour une pathologie bénigne se retrouvent dans 1,8% des cas. Les blessures de l’uretère ou de la vessie peuvent se compliquer avec un urinome nécessitant aussi au moins une intervention réparatrice,. Les gynécologues sont normalement entrainés pour pouvoir réparer les blessures de la vessie,,.

#### Blessures d’intestin
Les blessures intestinales après une hystérectomie se retrouvent dans 0,7 %-1 % des cas. Toutes les lacérations et blessures intestinales ont été réparées avec une ou plusieurs des quatre procédures de base: fermeture d'une ou deux couches de lacérations intestinales, résection partielle de l'intestin, réanastomose intestinale et colostomie (ileostomie). Il est suggéré que les gynécologues acquièrent des connaissances de base en matière de prévention des lésions intestinales et des principes de la réparation des lacérations intestinales. Les gynécologues ont une formation de la chirurgie digestive et normalement peuvent réparer les blessures intestinales.
Les blessures de l’intestin peuvent se compliquer avec une fistule vésico-digestive nécessitant généralement des multiples interventions réparatrices. Une blessure d’intestin évolue habituellement avec une péritonite nécessitante un traitement médical et une reprise chirurgicale,,

#### Ovariectomie involontaire et insuffisance ovarienne prématurée
L'ablation de l'un ou des deux ovaires est effectuée dans un nombre important d'hystérectomies pour lesquelles ce n'était pas prévu.
L'âge moyen de la ménopause après une hystérectomie avec conservation de l'ovaire est de 3,7 ans plus tôt que la moyenne. Il a été suggéré que ça peut être dû à la perturbation de l'approvisionnement en sang aux ovaires ou du manque de rétroaction endocrinienne de l'utérus.
La fonction des ovaires restants est significativement affectée chez environ 40% des femmes, certaines d'entre elles nécessitant même un traitement hormonal substitutif.
De façon surprenante, un effet similaire et légèrement plus faible a été observé pour l'ablation de l'endomètre, qui est souvent considéré comme une solution de rechange à l'hystérectomie.
Un nombre important de femmes développent des kystes ovariens bénins après une hystérectomie.

#### Effets sur la vie sexuelle et douleur pelvienne
Après l'hystérectomie pour les indications bénignes, la majorité des femmes rapportent une amélioration de la vie sexuelle et des douleurs pelviennes. Une proportion plus faible de femmes signalent une aggravation de la vie sexuelle et d'autres problèmes.
Les retours sont significativement différents pour l'hystérectomie réalisée pour des raisons malignes; la procédure est souvent plus radicale avec des effets secondaires importants,.
Une proportion de patients qui subissent une hystérectomie pour douleurs pelviennes chroniques continuent de souffrir de douleurs pelviennes après une hystérectomie et développent une dyspareunie (rapports sexuels douloureux).

#### Ménopause prématurée
Les niveaux d'œstrogène tombent brusquement quand les ovaires sont enlevés, enlevant les effets protecteurs d'œstrogène sur les systèmes cardio-vasculaires et squelettiques.
Cette condition est souvent appelée «ménopause chirurgicale», bien qu'elle soit sensiblement différente d'un état ménopausique naturel; le premier est un choc hormonal soudain pour le corps qui provoque l'apparition rapide de symptômes ménopausiques tels que les bouffées de chaleur, tandis que le second est une diminution graduelle des niveaux hormonaux pendant des années avec l'utérus intact et les ovaires capables de produire des hormones même après la cessation des règles.
Une étude a montré que les risques de récidive de maladies cardiovasculaires est sensiblement augmenté pour les personnes ayant subi une hystérectomie à l'âge de 50 ans ou moins. Aucune association n'a été trouvé pour les personnes subissant la procédure après l'âge de 50 ans. Le risque est plus élevé lorsque les ovaires sont enlevés, mais même lorsque les ovaires sont conservés il est toujours perceptible.
Plusieurs autres études ont montré que l'ostéoporose (diminution de la densité osseuse) et le risque accru de fractures osseuses sont associés à des hystérectomies,,,,,. Cela a été attribué à l'effet modulateur de l'œstrogène sur le métabolisme du calcium et la chute des taux sériques d'œstrogènes après la ménopause peut entraîner une perte excessive de calcium conduisant à une atrophie osseuse.
Les hystérectomies ont aussi été liées à des taux plus élevés de maladies cardiaques et de l'affaiblissement des os. Les personnes qui ont subi une hystérectomie avec le retrait des deux ovaires ont généralement des niveaux réduits de testostérone. Les niveaux réduits de testostérone chez les femmes sont prédictifs de la perte de taille, qui peut résulter de la réduction de la densité osseuse, tandis que les niveaux accrus de testostérone chez les femmes sont associés à un plus grand sentiment de désir sexuel.
L'ovariectomie avant l'âge de 45 ans est associée à une multiplication par cinq de la mortalité due aux troubles neurologiques et mentaux.

#### Incontinence urinaire et prolapsus vaginal
L'incontinence urinaire et prolapsus vaginal sont des effets indésirables bien connus qui se développent à haute fréquence très longtemps après la chirurgie, généralement 10 à 20 ans après la chirurgie.
Pour cette raison, les chiffres exacts ne sont pas connus et les facteurs de risque sont mal compris. On ignore également si le choix de la technique chirurgicale a un effet.
Il a été évalué que le risque d'incontinence urinaire est approximativement doublé dans les 20 ans suivant l'hystérectomie. Une étude à long terme a révélé un risque multiplié par 2,4 de chirurgie pour corriger l'incontinence urinaire due à un effort après une hystérectomie,.
Le risque de prolapsus vaginal dépend de facteurs tels que le nombre d'accouchements vaginaux, la difficulté de ces accouchements et le type de travail. La fréquence globale est approximativement doublée après l'hystérectomie.

#### La formation d'adhérence et obstruction de l'intestin
La formation d'adhérences est un risque particulier après l'hystérectomie en raison de l'étendue de la dissection pratiquée, ainsi que le fait que la plaie de l'hystérectomie se trouve dans la partie du bassin la plus dépendante de la gravité dans laquelle une boucle de l'intestin peut facilement tomber.
Dans une étude, l'incidence de l'obstruction de l'intestin grêle due à l'adhérence intestinale était de 15,6% dans les hystérectomies abdominales totales non laparoscopiques contre 0,0% dans les hystérectomies laparoscopiques.

#### Infection
L'infection de la plaie survient dans environ 3% des cas d'hystérectomie abdominale. Le risque est accru par l'obésité, le diabète, le trouble de l'immunodéficience, l'utilisation de corticostéroïdes systémiques, le tabagisme, la présence d'un bleu près des plaies et les infections préexistantes telles que la chorioamnionite et la maladie inflammatoire pelvienne.
Ces infections des plaies prennent souvent la forme d'un abcès incisionnel ou d'une blessure de la cellulite. En général, les deux produisent un érythème, mais seule l'incision d'abcès produit un écoulement purulent.
Le traitement recommandé d'un abcès incisionnel après une hystérectomie est l'incision et le drainage, et puis la couverture par une mince couche de gaze et d'un pansement stérile. Le pansement doit être changé et la plaie irriguée avec une solution saline normale au moins deux fois par jour. En outre, il est recommandé d'administrer un antibiotique actif contre les staphylocoques et les streptocoques, de préférence à la vancomycine lorsqu'il existe un risque de SARM.
La plaie peut être fermée par intention secondaire. Alternativement, si l'infection est éliminée et qu'un tissu de granulation sain est visible à la base de la plaie, les bords de l'incision peuvent être réapproximés, par exemple en utilisant des points de papillon, des agrafes ou des points de suture.
Les rapports sexuels restent possibles après l'hystérectomie.
La chirurgie reconstructive reste une option pour les femmes qui ont connu des conditions bénignes et malignes. :1020–1348

### Autres problèmes rares

#### Carcinome rénal
L'hystérectomie peut entraîner un risque accru de carcinome rénal relativement rare. Le risque accru est particulièrement prononcé pour les jeunes femmes et il est plus faible par voie vaginale.
Des effets hormonaux ou une lésion de l'uretère ont été considérés comme des explications possibles,. Dans certains cas, le carcinome à cellules rénales peut être une manifestation d'une léiomyomatose héréditaire non diagnostiquée.

#### Grossesse extra-utérine
L'ablation de l'utérus sans retirer les ovaires peut aboutir à une situation qui, en de rares occasions, peut entraîner une grossesse extra-utérine due à une fécondation non détectée qui doit encore descendre dans l'utérus avant la chirurgie.
Deux cas ont été présentés dans un numéro du Blackwell Journal of Obstetrics and Gynecology ; plus de 20 autres cas ont été discutés dans la littérature médicale supplémentaire.

#### Éviscération de l'intestin grêle
En de très rares occasions, les rapports sexuels après une hystérectomie peuvent provoquer une éviscération transvaginale de l'intestin grêle.

## Fréquence

### Canada
Au Canada, le nombre d'hystérectomies pratiquées entre 2008 et 2009 était environ de 47 000. Le taux national pour cette période était de 338 pour 100 000 habitants, contre 484 pour 100 000 en 1997. Les raisons de l'hystérectomie différaient selon que la personne était issue du milieu urbain ou rural. Les personnes urbaines ont opté pour des hystérectomies en raison de fibromes utérins, celles rurales principalement pour des troubles du cycle menstruel. La Société des obstétriciens et gynécologues canadienne a émis des recommandations concernant l’hystérectomie et la prévention des complications .

### France
L'hystérectomie ou ablation de l'utérus consiste à ôter chirurgicalement l'utérus. En France, 85 000  femmes sont concernées par cette opération chaque année (2011), le plus souvent entre 45 et 50 ans, à la suite d'une maladie bénigne.
70 à 75 000 femmes pour une pathologie bénigne et 10 à 12 000 pour un cancer soit environ 85 000 femmes toutes indications confondues d'après le CNGOF.
De moins en moins d’hystérectomies sont réalisées en France, selon l’Institut de recherche et de documentation en économie de la santé (Irdes) : moins de 65 000 aujourd’hui, contre près de 70 000 par an en 2010.
Cette pratique reste théoriquement réservée aux cas où il n'y a aucune autre possibilité ou lorsque les traitements médicamenteux et chirurgicaux ont échoué. En 2010 en France il avait 70 000 hystérectomies avec un taux moyen de 1 (un) % des lésions urétérales.

#### Des opérations pas toujours justifiées
Les fibromes utérins volumineux restent la première indication de l’hystérectomie, malgré l’essor des techniques de micro-embolisation qui permettent pourtant de les anéantir en bloquant les artères utérines qui les alimentent* (environ 30% des opérations). Mais nombre de médecins connaissent encore peu cette nouvelle approche et orientent toujours systématiquement leurs patientes vers l’issue la plus radicale, c’est-à-dire l’ablation.
L’hystérectomie est également proposée pour résoudre d’autres troubles :l’endométriose sévère, surtout quand elle est susceptible de se propager à d’autres organes, un prolapsus génital (descente de l’utérus à travers le vagin et la vulve), certains cancers gynécologiques (de l’endomètre, du col utérin, du vagin ou des ovaires) ou en cas de complications hémorragiques importantes à la suite d'un accouchement.
Plusieurs recommandations sont émises par le Collège Français des Obstétriciens et Gynécologues (CNGOF) pour diminuer le taux des complications pendant une hystérectomie pour des pathologies bénignes .
Selon le Prof. Von Theobald du CHU Caen : « la spécialité de gynécologie est gravement malade d'une conception égalitariste de la formation et de l'exercice qui ne correspond plus à la réalité. Selon lui, « …à chaque fois, la réaction de la spécialité de gynécologies a été inexistante, inadaptée ou trop tardive. Il faut aux gynécologues d’avoir une vision à long terme. Ne pas craindre de réformer leur enseignement et leur activité pour préparer un futur où l'excellence des compétences dans tous les domaines ne pourra plus être l'apanage de chaque praticien. Les chirurgiens l'ont compris ; un « viscéral » n'opère plus les cas relevant de l'orthopédie ou de l'urologie. Par contre, la chirurgie gynécologique le tente fortement… »

### États-Unis
Selon le National Center for Health Statistics, , sur les 617 000 hystérectomies réalisées en 2004, 73% concernaient également l'ablation chirurgicale des ovaires. Aux États-Unis, une femme sur trois de 60 ans aura fait une hystérectomie. On estime actuellement que 22 millions de personnes aux États-Unis ont subi cette intervention.
Selon la même source, l'hystérectomie est la deuxième chirurgie majeure la plus fréquente chez les femmes aux États-Unis (la première est la césarienne)[réf. nécessaire].
Dans les années 1980 et 1990, cette statistique a été source d'inquiétude chez certains groupes de défense des droits des consommateurs et de perplexité parmi la communauté médicale, et a amené à la création de groupes de défense des choix éclairés comme la HERSTERECTOMY Educational Resources and Services (HERS), fondée par Nora W. Coffey en 1982.
Une analyse nationale rétrospective sur 172.344 hystérectomies abdominales pour des fibromes utérines, réalisées de 1999 au 2003 a trouvé une mortalité de 37 patientes, sans aucun rapport par rapport au statut d’hôpital (universitaire versus non-universitaire). Le fait d’avoir l’intervention d’hystérectomie pour des fibromes utérins dans un hôpital américain avec des internes (apprentissage académique) et des professeurs (centre académique), ou dans un endroit académique avec un volume important pour cette intervention ne change pas le risque pour la mortalité. Par contre la morbidité et le nombre des complications, par exemple l’hémorragie, blessures d’uretères, blessures de la vessie, et les blessures d’intestin ont été retrouvés plus fréquemment dans les centres académiques (OR= 1.34; 95% CI, 1.23 to 1.45) pour l’hystérectomie par la voie abdominale pour des fibromes utérins.

### Royaume-Uni
Au Royaume-Uni, une femme sur cinq est susceptible d'avoir eu une hystérectomie à l'âge de 60 ans, et les ovaires sont éliminés dans environ 20% des cas.

### Allemagne
Le nombre d'hystérectomies en Allemagne est constant depuis de nombreuses années. En 2006, 149 456 hystérectomies ont été réalisées, parmi celles-ci, 126 743 (84,8%) étaient sans incident. Les femmes âgées de 40 à 49 ans représentaient 50% des hystérectomies, et celles âgées entre 50 et 59 ans en représentaient 20%. En 2007, le nombre d'hystérectomies a chuté à 138 164. Ces dernières années, les techniques d'hystérectomies laparoscopiques ou assistées par laparoscopie se sont popularisées,.

### Danemark
Au Danemark, le nombre d'hystérectomies des années 1980 à 1990 a diminué de 38%. En 1988, il y avait 173 chirurgies de ce genre pour 100 000 femmes et, en 1998, ce nombre avait été réduit à 107. La proportion d'hystérectomies abdominales supracervicales au cours de la même période est passée de 7,5 à 41%. Un total de 67 096 femmes ont subi une hystérectomie au cours de ces années.

### Inde
Les coupeuses de cannes à sucre sont pour beaucoup contraintes par leurs employeurs de subir une hystérectomie. Selon deux enquêtes, 36 % des travailleuses ont subi une ablation de l’utérus. L'objectif poursuivi par les entrepreneurs sucriers est d'obtenir une plus grande productivité de la part de leurs salariées qui peuvent alors travailler de façon ininterrompue.